# Yulia Putintseva
Yulia Antonovna Putintseva (en russe : Ю́лия Анто́новна Пути́нцева), née le 7 janvier 1995 à Moscou, est une joueuse de tennis kazakhstanaise, professionnelle depuis 2010.
À ce jour, elle comptabilise trois titres en simple sur le circuit WTA.

## Biographie
Les parents de Yulia Putintseva sont Anton Putintsev et Anna Putintseva ; elle a un frère prénommé Ilya. Son frère est un hockeyeur évoluant dans la Ligue de hockey junior majeur du Québec (LHJMQ). Elle parle couramment russe et anglais, et réside à Boca Raton, en Floride. Depuis juin 2012, elle représente le Kazakhstan et fait partie de l'équipe du Kazakhstan de Fed Cup depuis 2014.

## Style de jeu
Son jeu repose largement sur son excellente régularité du fond du court et sa capacité à couvrir le terrain grâce à de très bonnes dispositions en défense. Capable de varier les effets, les hauteurs et les longueurs de balle, Putintseva n'a rien à envier en termes de techniques aux meilleures joueuses du circuit. Très explosive, elle manque cependant de puissance au service, notamment en raison de sa petite taille (1,63 m) et a encore une grande marge de progression à la volée.
Yulia Putintseva est en outre très réputée pour son fighting spirit et son caractère explosif sur le court, que ce soit pour ses encouragements bruyants ou ses accrochages fréquents avec les arbitres.

## Carrière

### Junior
Yulia Putintseva réalise de belles performances sur le circuit junior : elle remporte notamment les Petits As en 2009 puis fait demi-finale à Wimbledon et finale à l'US Open en 2010, finale de l'Orange Bowl 2011 et finale de l'Open d'Australie 2012.
Dans le même temps, elle fait ses premiers pas sur le circuit ITF sénior où elle remporte 6 titres en simple entre 2011 et 2012.

### 2013: premier match en grand chelem
À l'Open d'Australie, Putintseva gagne son premier match en Grand Chelem en battant l'Américaine Christina McHale au premier tour, avant de s'incliner en trois sets serrés contre Carla Suárez Navarro. Lors du tournoi de Roland-Garros, elle passe de nouveau un tour en éliminant la Japonaise Ayumi Morita (numéro 44). Puis encaisse une sévère défaite face à la finaliste 2012, l'Italienne Sara Errani (1-6, 1-6).

### 2016: révélation au grand public et premier quart en Grand Chelem

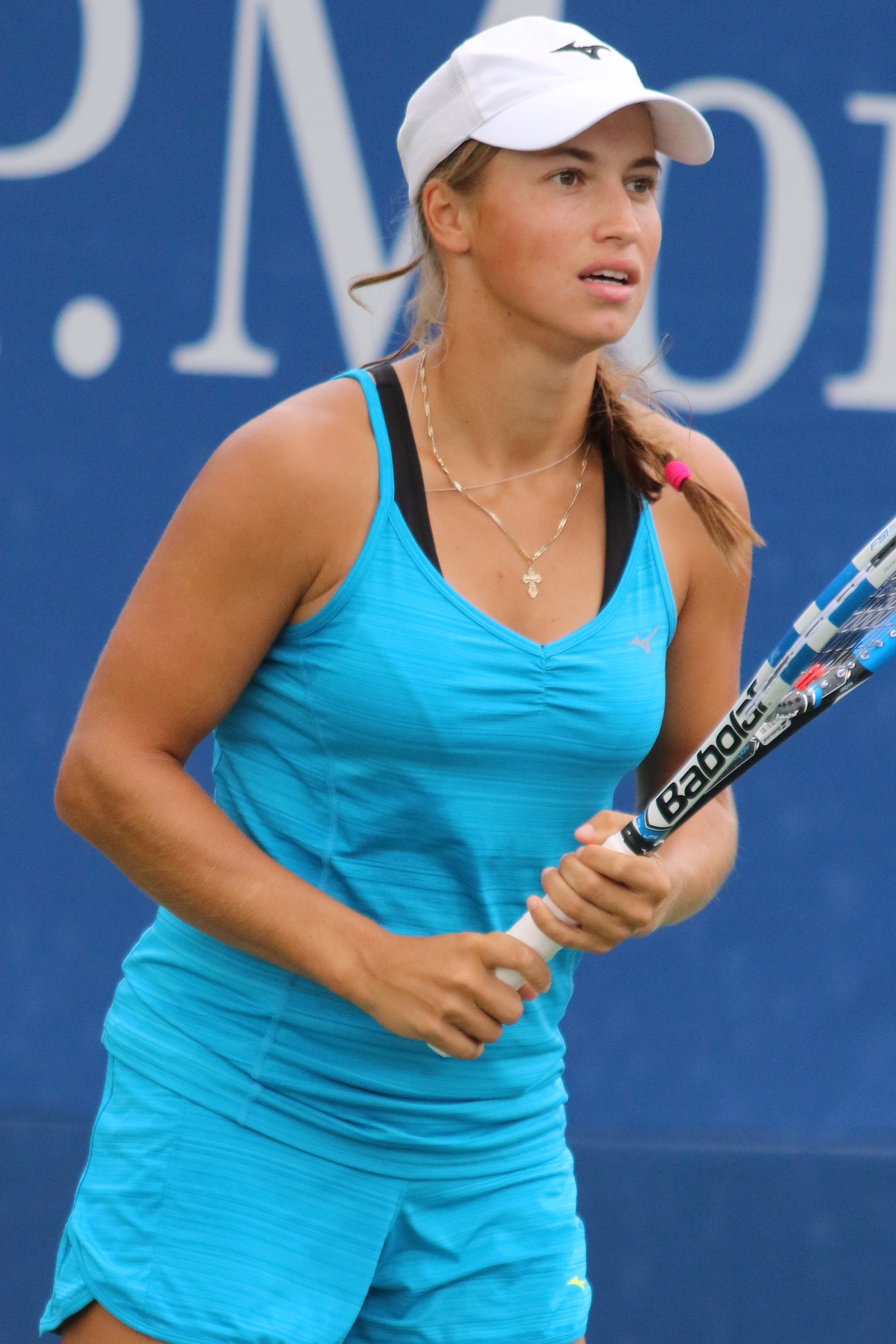
Yulia Putintseva à l'US Open 2016

À l'Open d'Australie, Putintseva élimine l'ancienne numéro un mondiale Caroline Wozniacki, (1-6, 7-63, 6-4) alors 18e mondiale au premier tour en 3 h 12 de jeu, et atteint le troisième tour. Perdant contre la Russe Margarita Gasparyan, en deux sets.
Ensuite elle fait une demi-finale à Kaohsiung perdant (5-7, 3-6), face à Venus Williams. À l'Open d'Indian Wells, elle passe Peng Shuai et Kristina Mladenovic, avant de buter sur Serena Williams mais en s'accrochant dans le premier set.
Sur la terre battue, à Charleston elle s'invite en quart de finale, en battant notamment Sabine Lisicki (7-5, 4-6, 6-3) et Venus Williams (7-65, 2-6, 6-4). Elle perd contre Sara Errani en deux manches.
Elle se révèle au grand public à Roland-Garros en réalisant de bonnes performances. Elle bat assez facilement (6-2, 6-2) l'Allemande Andrea Petkovic au deuxième tour, puis Karin Knapp au tour suivant, avant d'affronter et battre la 14e mondiale, Carla Suárez Navarro, en deux sets serrés (7-5, 7-5). Elle accède ainsi aux quarts de finale d'un Grand Chelem pour la première fois de sa carrière, sans perdre le moindre set, où elle affronte la no 1 mondiale Serena Williams,. Son parcours s'arrête à ce stade, battue par l’Américaine malgré le gain du premier set (7-5, 4-6, 1-6) en plus de deux heures, montrant une belle résistance et des qualités.

### 2017: finale d'un tournoi WTA Premier
À l'Open d'Australie, elle perd sèchement au deuxième tour (3-6, 1-6) contre la Lettone Jeļena Ostapenko. Au tournoi de Saint-Pétersbourg, elle bat Svetlana Kuznetsova, 8e mondiale en quart de finale (6-3, 6-74, 7-5), avant de se qualifier pour la première finale de sa carrière en battant Dominika Cibulková, 5e mondiale (3-6, 6-4, 6-4). En finale, elle perd face à Kristina Mladenovic (2-6, 7-63, 4-6), après avoir été menée 2-6, 3-5 service à suivre pour la Française, et 1-5 dans l'ultime manche.

### 2024: 3etitre à Birmingham, 1/8eà Wimbledon et quart de finale à Miami et Madrid
Fin mars, elle dispute son troisième quart de finale en WTA 1000 à Miami après avoir battu l'Espagnol Cristina Bucșa (6-2, 3-6, 6-4), la Russe Liudmila Samsonova (6-1, 4-6, 6-3), tête de série numéro treize et profité d'un tableau ouvert avec des victoires sur la repêchée Greet Minnen (6-2, 2-6, 6-4) et Anhelina Kalinina (6-4, 7-6), vainqueur de la numéro deux mondiale Aryna Sabalenka au tour précédent. Elle ne parvient cependant pas à franchir ce niveau, buttant sur l'ancienne numéro une Victoria Azarenka (6-7, 6-1, 3-6). Elle joue début mai ses premiers quarts de finale à Madrid, après avoir sorti sur abandon la numéro huit mondiale Zheng Qinwen, finaliste de l'Open d'Australie en début d'année (7-5, 2-0 ab.), ainsi que l'Américaine Caroline Dolehide (6-2, 6-2) et la spécialiste de la surface Daria Kasatkina, ancienne demi-finaliste à Roland Garros (3-6, 6-2, 6-2). Elle rencontre sa compatriote Elena Rybakina en quarts de finale et s'incline au bout d'un match frustrant (6-4, 6-7, 5-7) au cours duquel elle a obtenu deux balles  pour conclure.
Elle remporte son troisième titre en carrière à Birmingham fin juin, le premier sur gazon après avoir sorti la jeune Clara Burel (6-3, 6-4), l'Ukrainienne Anhelina Kalinina (6-3, 6-0), la repêchée Caroline Dolehide (6-3, 6-7, 6-1), l'Italienne Elisabetta Cocciaretto (6-2, 6-2) et l'Australienne Ajla Tomljanović (6-1, 7-6). Elle sort une belle performance à Wimbledon quelques jours plus tard, parvenant pour la première fois de sa carrière au troisième tour après avoir sorti l'ancienne vainqueur invitée Angelique Kerber (7-5, 6-3) et la spécialiste de double Kateřina Siniaková (6-0, 4-6, 6-2). Elle s'offre alors une des plus belles victoires de sa carrière contre la numéro une Iga Świątek, vainqueur de 19 matchs consécutifs à Madrid, Rome et Roland Garros mais peu à l'aise sur herbe, renversant le cours du jeu (3-6, 6-1, 6-2). Pour son premier huitième de finale à Wimbledon, elle tombe contre la Lettone ancienne demi-finaliste Jeļena Ostapenko (2-6, 3-6).

### 2025
Elle effectue dès le début de saison un gros parcours au tournoi d'Adélaïde, éliminant la Croate Donna Vekic, demi-finaliste la saison passée à Wimbledon (6-2, 6-3) puis l'ancienne numéro deux Ons Jabeur (6-2, 6-4), invitée au tournoi ainsi que la jeune Diana Shnaider, treizième joueuse mondiale dans un match accroché (7-6, 6-7, 6-4) pour rejoindre le dernier carré. Elle tombe à ce stade contre la tête de série numéro une Jessica Pegula, récente finaliste à l'US Open (6-7, 3-6).

## Palmarès

### Titres en simple dames
| No | Date       | Nom et lieu du tournoi                 | Catégorie | Dotation  | Surface      | Finaliste         | Score         |          |
| -- | ---------- | -------------------------------------- | --------- | --------- | ------------ | ----------------- | ------------- | -------- |
| 1  | 19-05-2019 | Nürnberger Versicherungscup, Nuremberg | Intern'l  | 226 750 $ | Terre (ext.) | Tamara Zidanšek   | 4-6, 6-4, 6-2 | Parcours |
| 2  | 12-07-2021 | Hungarian Ladies Open, Budapest        | WTA 250   | 235 238 $ | Terre (ext.) | Anhelina Kalinina | 6-4, 6-0      | Parcours |
| 3  | 17-06-2024 | Rothesay Classic, Birmingham           | WTA 250   | 267 082 $ | Gazon (ext.) | Ajla Tomljanović  | 6-1, 7-68     | Parcours |

### Finales en simple dames
| No | Date       | Nom et lieu du tournoi                          | Catégorie | Dotation  | Surface    | Vainqueure          | Score          |          |
| -- | ---------- | ----------------------------------------------- | --------- | --------- | ---------- | ------------------- | -------------- | -------- |
| 1  | 30-01-2017 | St. Petersburg Ladies Trophy, Saint-Pétersbourg | Premier   | 776 000 $ | Dur (int.) | Kristina Mladenovic | 6-2, 6-73, 6-4 | Parcours |
| 2  | 17-09-2018 | Guangzhou Open, Guangzhou                       | Intern'l  | 250 000 $ | Dur (ext.) | Wang Qiang          | 6-1, 6-2       | Parcours |
| 3  | 27-09-2021 | Astana Open, Noursoultan                        | WTA 250   | 235 238 $ | Dur (int.) | Alison Van Uytvanck | 1-6, 6-4, 6-3  | Parcours |

### Titre en double dames
Aucun.

### Finales en double dames
| No | Date       | Nom et lieu du tournoi           | Catégorie | Dotation    | Surface    | Vainqueures                        | Partenaire       | Score            |          |
| -- | ---------- | -------------------------------- | --------- | ----------- | ---------- | ---------------------------------- | ---------------- | ---------------- | -------- |
| 1  | 11-09-2023 | Kinoshita Group Japan Open Osaka | WTA 250   | 259 303 $   | Dur (ext.) | Anna-Lena Friedsam Nadiia Kichenok | Anna Kalinskaya  | 7-63, 6-3        | Parcours |
| 2  | 13-08-2024 | Cincinnati Open Cincinnati       | WTA 1000  | 3 211 715 $ | Dur (ext.) | Asia Muhammad Erin Routliffe       | Leylah Fernandez | 3-6, 6-1, [10-4] | Parcours |

## Parcours en Grand Chelem

### En simple dames
| Année | Open d'Australie | Open d'Australie     | Internationaux de France | Internationaux de France | Wimbledon       | Wimbledon                | US Open         | US Open             |
| ----- | ---------------- | -------------------- | ------------------------ | ------------------------ | --------------- | ------------------------ | --------------- | ------------------- |
| 2012  | —                | —                    | Q2                       | Tatjana Malek            | —               | —                        | Q1              | Anna Floris         |
| 2013  | 2e tour (1/32)   | Carla Suárez Navarro | 2e tour (1/32)           | Sara Errani              | 1er tour (1/64) | Kirsten Flipkens         | —               | —                   |
| 2014  | 1er tour (1/64)  | Agnieszka Radwańska  | Q3                       | Kiki Bertens             | —               | —                        | Q2              | Maria Sanchez       |
| 2015  | 1er tour (1/64)  | Elina Svitolina      | 2e tour (1/32)           | Elina Svitolina          | 2e tour (1/32)  | Venus Williams           | 1er tour (1/64) | Kateryna Bondarenko |
| 2016  | 3e tour (1/16)   | Margarita Gasparyan  | 1/4 de finale            | Serena Williams          | 2e tour (1/32)  | Anastasia Pavlyuchenkova | 2e tour (1/32)  | Carina Witthöft     |
| 2017  | 2e tour (1/32)   | Jeļena Ostapenko     | 3e tour (1/16)           | Garbiñe Muguruza         | 1er tour (1/64) | Anastasija Sevastova     | 2e tour (1/32)  | Agnieszka Radwańska |
| 2018  | 2e tour (1/32)   | Ana Bogdan           | 1/4 de finale            | Madison Keys             | 2e tour (1/32)  | Daria Kasatkina          | 1er tour (1/64) | Bernarda Pera       |
| 2019  | 2e tour (1/32)   | Belinda Bencic       | 1er tour (1/64)          | Rebecca Peterson         | 2e tour (1/32)  | Viktorija Golubic        | 3e tour (1/16)  | Donna Vekić         |
| 2020  | 3e tour (1/16)   | Simona Halep         | 2e tour (1/32)           | Nadia Podoroska          | Annulé          | Annulé                   | 1/4 de finale   | Jennifer Brady      |
| 2021  | 3e tour (1/16)   | Elina Svitolina      | 1er tour (1/64)          | Ons Jabeur               | 2e tour (1/32)  | Paula Badosa             | 1er tour (1/64) | Kaia Kanepi         |
| 2022  | 1er tour (1/64)  | Harmony Tan          | 2e tour (1/32)           | Camila Giorgi            | 1er tour (1/64) | Alizé Cornet             | 2e tour (1/32)  | Jule Niemeier       |
| 2023  | 2e tour (1/32)   | Karolína Plíšková    | 3e tour (1/16)           | Sloane Stephens          | 1er tour (1/64) | Beatriz Haddad Maia      | 1er tour (1/64) | Martina Trevisan    |
| 2024  | 1er tour (1/64)  | Anastasia Zakharova  | 2e tour (1/32)           | Paula Badosa             | 1/8 de finale   | Jeļena Ostapenko         | 3e tour (1/16)  | Jasmine Paolini     |
| 2025  | 3e tour (1/16)   | Daria Kasatkina      | 3e tour (1/16)           | Mirra Andreeva           | 1er tour (1/64) | Amanda Anisimova         |                 |                     |

N.B. : à droite du résultat se trouve le nom de l'ultime adversaire.

### En double dames
| Année | Open d'Australie                                                                    | Open d'Australie                                                                           | Internationaux de France                                                             | Internationaux de France                                                                 | Wimbledon                                                                           | Wimbledon | US Open                                                                        | US Open |
| ----- | ----------------------------------------------------------------------------------- | ------------------------------------------------------------------------------------------ | ------------------------------------------------------------------------------------ | ---------------------------------------------------------------------------------------- | ----------------------------------------------------------------------------------- | --------- | ------------------------------------------------------------------------------ | ------- |
| 2015  | —                                                                                   | —                                                                                          | —                                                                                    | —                                                                                        | —                                                                                   | —         | 1er tour (1/32) D. Kovinić \|\| style="text-align:left;" \| T.A. Black I. Neel |         |
| 2016  | 1er tour (1/32) J. Ostapenko \|\| style="text-align:left;" \| Xu Y. Zheng S.        | 1er tour (1/32) J. Ostapenko \|\| style="text-align:left;" \| S. Williams V. Williams      | 2e tour (1/16) M. Rybáriková \|\| style="text-align:left;" \| J. Görges Ka. Plíšková | 1er tour (1/32) C. Witthöft \|\| style="text-align:left;" \| M. Irigoyen P. Kania        |                                                                                     |           |                                                                                |         |
| 2017  | 1er tour (1/32) A. Riske \|\| style="text-align:left;" \| N. Hibino A. Rosolska     | 1er tour (1/32) N. Vikhlyantseva \|\| style="text-align:left;" \| K. Flipkens F. Schiavone | —                                                                                    | —                                                                                        | 1er tour (1/32) Ar. Rodionova \|\| style="text-align:left;" \| Chan Y.-j. M. Hingis |           |                                                                                |         |
| 2018  | 1er tour (1/32) K. Kozlova \|\| style="text-align:left;" \| R. Olaru O. Savchuk     | —                                                                                          | —                                                                                    | 1er tour (1/32) A. Tomljanović \|\| style="text-align:left;" \| K. Flipkens M. Niculescu | 1er tour (1/32) A. Bogdan \|\| style="text-align:left;" \| V. Azarenka Chan Y.-j.   |           |                                                                                |         |
| 2019  | 2e tour (1/16) Z. Diyas \|\| style="text-align:left;" \| B. Strýcová M. Vondroušová | 1er tour (1/32) A. Mitu \|\| style="text-align:left;" \| D. Kasatkina A. Kontaveit         | 1er tour (1/32) V. Diatchenko \|\| style="text-align:left;" \| A. Rosolska A. Sharma | 1/8 de finale A. Kalinskaya \|\| style="text-align:left;" \| T. Babos K. Mladenovic      |                                                                                     |           |                                                                                |         |
| 2020  | 1er tour (1/32) A. Kalinskaya \|\| style="text-align:left;" \| M. Doi M. Niculescu  | 1er tour (1/32) A. Kalinskaya \|\| style="text-align:left;" \| T. Babos K. Mladenovic      | Annulé                                                                               | Annulé                                                                                   | —                                                                                   | —         |                                                                                |         |
| 2021  | 1er tour (1/32) Z. Diyas \|\| style="text-align:left;" \| A. Kalinskaya V. Kužmová  | 2e tour (1/16) A. Mitu \|\| style="text-align:left;" \| N. Melichar D. Schuurs             | 2e tour (1/16) A. Kalinskaya \|\| Forfait                                            | 1er tour (1/32) A. Kalinskaya \|\| style="text-align:left;" \| Hsieh S.-w. E. Mertens    |                                                                                     |           |                                                                                |         |
| 2022  | 1er tour (1/32) S. Kenin \|\| style="text-align:left;" \| Xu Y. Yang Z.             | 1er tour (1/32) D. Collins \|\| style="text-align:left;" \| M. Niculescu A. Van Uytvanck   | 1er tour (1/32) Y. Wickmayer \|\| style="text-align:left;" \| G. Dabrowski G. Olmos  | 1er tour (1/32) Y. Wickmayer \|\| style="text-align:left;" \| R. Peterson A. Potapova    |                                                                                     |           |                                                                                |         |
| 2023  | 1er tour (1/32) S. Kenin \|\| style="text-align:left;" \| C. Bucșa M. Ninomiya      | 1er tour (1/32) K. Rakhimova \|\| style="text-align:left;" \| Hsieh S.-w. Wang Xn.         | 1er tour (1/32) L. Fruhvirtová \|\| style="text-align:left;" \| U. Eikeri A. Panova  | 1er tour (1/32) K. Boulter \|\| style="text-align:left;" \| Wu F.-h. Zhu L.              |                                                                                     |           |                                                                                |         |
| 2024  | 1er tour (1/32) C. Osorio \|\| style="text-align:left;" \| S. Hunter K. Siniaková   | 1er tour (1/32) K. Rakhimova \|\| style="text-align:left;" \| A. Kalinskaya E. Vesnina     | 1er tour (1/32) C. Tauson \|\| style="text-align:left;" \| D. Shnaider E. Vesnina    | 1er tour (1/32) L. Fernandez \|\| style="text-align:left;" \| G. Dabrowski E. Routliffe  |                                                                                     |           |                                                                                |         |
| 2025  | 1er tour (1/32) Wang X. \|\| style="text-align:left;" \| Wang Xn. Zheng S.          | 2e tour (1/16) L. Fernandez \|\| style="text-align:left;" \| T. Mihalíková O. Nicholls     | 1er tour (1/32) P. Stearns \|\| style="text-align:left;" \| Chan H.-c. B. Krejčíková |                                                                                          |                                                                                     |           |                                                                                |         |

N.B. : le nom de la partenaire se trouve sous le résultat ; les noms des ultimes adversaires se trouvent à droite.

## Parcours en «Premier» et WTA 1000
Les tournois WTA « Premier Mandatory » et « Premier 5 » (entre 2009 et 2020) et WTA 1000 (à partir de 2021) constituent les catégories d'épreuves les plus prestigieuses, après les quatre levées du Grand Chelem. 

De 2009 à 2023, les tournois Premier Mandatory (dits tournois WTA 1000 obligatoires entre 2021 et 2023) regroupent Indian Wells, Miami, Madrid et Pékin, les autres constituant les tournois Premier 5 (tournois WTA 1000 non-obligatoires). À partir de 2024, le nombre de tournois WTA 1000 passe à 10 par saison (fin de l’alternance Doha / Dubaï), ces derniers devenant tous obligatoires et offrant tous 1000 points à la vainqueure (contre 900 points précédemment pour les tournois Premier 5).

### En simple dames
| Année |       |                                |                             |                              |                              |                             |                            |                                   |                               |                                   |  |                               |
| Doha  | Dubaï | Indian Wells                   | Miami                       | Madrid                       | Rome                         | Canada                      | Cincinnati                 | Pékin                             |                               | Tokyo                             |  |                               |
| Doha  | Dubaï | Indian Wells                   | Miami                       | Madrid                       | Rome                         | Canada                      | Cincinnati                 | Pékin                             | Wuhan                         |                                   |  |                               |
| Doha  | Dubaï | Indian Wells                   | Miami                       | Madrid                       | Rome                         | Canada                      | Cincinnati                 | Pékin                             | Guadalajara                   |                                   |  |                               |
| 2013  |       | 1er tour (1/32) M. Barthel     | WTA 500                     |                              | 1er tour (1/64) D. Vekić     | 1er tour (1/32) S. Williams |                            |                                   |                               |                                   |  |                               |
| 2014  |       |                                | WTA 500                     |                              |                              |                             |                            | 2e tour (1/16) V. Williams        |                               |                                   |  |                               |
| 2015  |       | WTA 500                        |                             | 2e tour (1/32) A. Ivanović   |                              |                             |                            |                                   | 1er tour (1/32) C. Vandeweghe | 1er tour (1/32) E. Svitolina      |  |                               |
| 2016  |       | 2e tour (1/16) T. Bacsinszky   | WTA 500                     | 3e tour (1/16) S. Williams   | 1er tour (1/64) N. Gibbs     |                             |                            | 1er tour (1/32) A. Pavlyuchenkova | 1er tour (1/32) A. Beck       | 2e tour (1/16) G. Muguruza        |  | 2e tour (1/16) V. Williams    |
| 2017  |       | WTA 500                        | 1er tour (1/32) C. Bellis   | 2e tour (1/32) P. Parmentier | 3e tour (1/16) Ka. Plíšková  | 1er tour (1/32) D. Vekić    | 2e tour (1/16) J. Konta    | 1er tour (1/32) S. Stephens       | 2e tour (1/16) S. Kuznetsova  | 1er tour (1/32) Zhang S.          |  | 1er tour (1/32) M. Sákkari    |
| 2018  |       | 1er tour (1/32) M. Vondroušová | WTA 500                     | 2e tour (1/32) P. Kvitová    | 1er tour (1/64) M. Niculescu |                             |                            |                                   |                               | 1er tour (1/32) C. Suárez Navarro |  |                               |
| 2019  |       | WTA 500                        | 1er tour (1/32) L. Tsurenko | 2e tour (1/32) A. Kerber     | 4e tour (1/8) Ka. Plíšková   | 3e tour (1/8) A. Barty      | 2e tour (1/16) P. Kvitová  | 1er tour (1/32) C. Wozniacki      | 2e tour (1/16) S. Stephens    | 2e tour (1/16) A. Barty           |  | 1er tour (1/32) S. Kuznetsova |
| 2020  |       | 3e tour (1/8) B. Bencic        | WTA 500                     | Annulé                       | Annulé                       | Annulé                      | 1/4 de finale S. Halep     | Annulé                            | 2e tour (1/16) M. Sákkari     | Annulé                            |  | Annulé                        |
| 2021  |       | WTA 500                        |                             | 3e tour (1/16) J. Ostapenko  | 2e tour (1/32) N. Stojanović | 1er tour (1/32) J. Konta    | 1er tour (1/32) C. Gauff   | 1er tour (1/32) V. Kudermetova    | 2e tour (1/16) Ka. Plíšková   | Annulé                            |  | Annulé                        |
| 2022  |       | 1er tour (1/32) V. Azarenka    | WTA 500                     | 2e tour (1/32) V. Golubic    | 3e tour (1/16) P. Badosa     | 2e tour (1/16) C. Gauff     | 3e tour (1/8) O. Jabeur    | 1/4 de finale J. Pegula           | 1er tour (1/32) M. Keys       | Hors calendrier                   |  | 1er tour (1/32) M. Fręch      |
| 2023  |       | WTA 500                        | 2e tour (1/16) P. Kvitová   | 1er tour (1/64) K. Muchová   | 1er tour (1/64) R. Marino    | 2e tour (1/32) C. Garcia    | 2e tour (1/32) C. Gauff    | 2e tour (1/16) J. Pegula          |                               | 2e tour (1/16) C. Garcia          |  |                               |
| 2024  |       |                                |                             | 4e tour (1/8) I. Świątek     | 1/4 de finale V. Azarenka    | 1/4 de finale E. Rybakina   | 3e tour (1/16) I. Świątek  |                                   | 3e tour (1/8) P. Badosa       | 2e tour (1/32) N. Osaka           |  | 3e tour (1/8) A. Sabalenka    |
| 2025  |       | 2e tour (1/16) L. Nosková      | 1er tour (1/32) L. Nosková  | 2e tour (1/32) K. Siniaková  | 2e tour (1/32) T. Townsend   | 2e tour (1/32) R. Masarova  | 2e tour (1/32) J. Cristian | 1er tour (1/64) Guo H.            | 1er tour (1/64) R. Zarazúa    |                                   |  |                               |

Sous le résultat, l’ultime adversaire.
1. 1 2   Les tournois de Doha et Dubaï alternent le statut de tournoi WTA 1000 (ex Premier 5) entre 2009 et 2023 : les trois premières éditions ont lieu à Dubaï, les trois suivantes à Doha, puis Dubaï accueille le tournoi de cette catégorie les années impaires et Dubaï les années paires. De 2011 à 2023, la ville qui n’accueille pas de WTA 1000 organise à la place un tournoi WTA 500 (ex Premier).
2. 1 2 3 4 5 6 7 8   L’ordre de déroulement des tournois a évolué depuis 2009 : Rome se dispute avant Madrid et Cincinnati avant Montréal/Toronto jusqu’en 2010, tandis que Tokyo (2009-2013)-Wuhan (2014-2019, 2024-)-Guadalajara (2022-2023) ont lieu avant Pékin jusqu’en 2023.
3. 1 2 3 4 5 6 7 8  Du fait de la pandémie de Covid-19, les tournois d’Indian Wells, de Miami, de Madrid, du Canada, de Wuhan et de Pékin sont annulés en 2020. Ces deux derniers le sont également en 2021. Pour des raisons d’organisation, le tournoi de Cincinnati 2020 a exceptionnellement lieu à Flushing Meadows à New York.
4. ↑  Le 1er décembre 2021, le président de la WTA, Steve Simon, annonce que tous les tournois prévus en Chine et à Hong Kong sont suspendus à partir de 2022, en raison de préoccupations concernant la sécurité et le bien-être de la joueuse de tennis chinoise Peng Shuai après ses allégations de relations sexuelles non-consenties avec Zhang Gaoli, membre de haut rang du Parti communiste chinois. Le tournoi de Pékin revient en 2023. Le tournoi de Guadalajara remplace celui de Wuhan pendant deux ans, ce dernier réapparaissant en 2024.

## Parcours aux Jeux olympiques

### En simple dames
| # | Date       | Nom de l'olympiade         | Surface    | Résultat        | Ultime adversaire | Score        |          |
| - | ---------- | -------------------------- | ---------- | --------------- | ----------------- | ------------ | -------- |
| 1 | 31/07/2021 | Olympic Tennis Event Tokyo | Dur (ext.) | 1er tour (1/32) | Nadia Podoroska   | 7-64, 1-3 ab | Parcours |

## Parcours en Fed Cup
| #                                                                | Date       | Lieu     | Surface    | Gagnante(s)      | Perdante(s)      | Score         |          |
| ---------------------------------------------------------------- | ---------- | -------- | ---------- | ---------------- | ---------------- | ------------- | -------- |
|                                                                  |            |          |            |                  |                  |               |          |
| 2017 - Barrage (groupe mondial II) - Canada - Kazakhstan - 3 : 2 |            |          |            |                  |                  |               |          |
| 1                                                                | 22/04/2017 | Montréal | Dur (int.) | Yulia Putintseva | Bianca Andreescu | 6-4, 4-6, 6-4 | Parcours |
| 1                                                                | 22/04/2017 | Montréal | Dur (int.) | Françoise Abanda | Yulia Putintseva | 6-3, 6-3      | Parcours |

## Classements WTA en fin de saison
| Année          | 2010 | 2011 | 2012 | 2013 | 2014 | 2015 | 2016 | 2017 | 2018 | 2019 | 2020 | 2021 | 2022 | 2023 | 2024 |
| Rang en simple | 725  | 241  | 121  | 105  | 113  | 74   | 34   | 53   | 45   | 34   | 28   | 42   | 51   | 69   | 29   |
| Rang en double | –    | –    | –    | –    | 1079 | 1131 | 335  | 751  | 791  | 160  | 186  | 331  | 314  | 345  | 111  |

Source : (en) Classements de Yulia Putintseva sur le site officiel de la Fédération internationale de tennis

## Records et statistiques

### Victoires sur le top 10
Toutes ses victoires sur des joueuses classées dans le top 10 de la WTA lors de la rencontre.
| Légende            |
| Grand Chelem       |
| WTA 1000           |
| Premier / WTA 500  |
| Intern'l / WTA 250 |
| Fed Cup            |

| #  | Rang   |  | Tournoi           | Année | Surface      |                    | Adversaire          | Rang  | Tour          | Score          | Tableau |
| -- | ------ |  | ----------------- | ----- | ------------ | ------------------ | ------------------- | ----- | ------------- | -------------- | ------- |
| 1  | no 105 |  | Nuremberg         | 2015  | Terre battue |                    | Andrea Petkovic     | no 10 | 1/32          | 5-0 ab.        | Tableau |
| 2  | no 38  |  | Tokyo             | 2016  | Dur          |                    | Madison Keys        | no 9  | 1/32          | 6-3, 3-6, 7-67 | Tableau |
| 3  | no 34  |  | Saint-Pétersbourg | 2017  | Dur          |                    | Svetlana Kuznetsova | no 8  | 1/4           | 6-3, 6-74, 7-5 | Tableau |
| 3  | no 34  |  | Saint-Pétersbourg | 2017  | Dur          | Dominika Cibulková | no 5                | 1/2   | 3,6, 6-4, 6-4 |                | Tableau |
| 4  | no 93  |  | Nuremberg         | 2018  | Terre battue |                    | Sloane Stephens     | no 10 | 1/16          | 5-7, 6-4, 7-63 | Tableau |
| 5  | no 44  |  | Sydney            | 2019  | Dur          |                    | Sloane Stephens     | no 5  | 1/8           | 3-6, 7-64, 6-0 | Tableau |
| 6  | no 43  |  | Birmingham        | 2019  | Gazon        |                    | Naomi Osaka         | no 1  | 1/8           | 6-2, 6-3       | Tableau |
| 7  | no 39  |  | Wimbledon         | 2019  | Gazon        |                    | Naomi Osaka         | no 2  | 1/64          | 7-64, 6-2      | Tableau |
| 8  | no 40  |  | Rome              | 2022  | Terre battue |                    | Garbiñe Muguruza    | no 10 | 1/32          | 3-6, 7-64, 6-1 | Tableau |
| 9  | no 46  |  | Canada            | 2022  | Dur          |                    | Paula Badosa        | no 3  | 1/16          | 7-5, 1-0 ab.   | Tableau |
| 10 | no 50  |  | Madrid            | 2024  | Terre battue |                    | Zheng Qinwen        | no 8  | 1/32          | 7-5, 2-0 ab.   | Tableau |
| 11 | no 35  |  | Wimbledon         | 2024  | Gazon        |                    | Iga Świątek         | no 1  | 1/16          | 3-6, 6-1, 6-2  | Tableau |
| 12 | no 34  |  | Cincinnati        | 2024  | Dur          |                    | Coco Gauff          | no 2  | 1/16          | 6-4, 2-6, 6-4  | Tableau |